# Onze-Lieve-Vrouw-Hemelvaartkerk (Erembodegem)

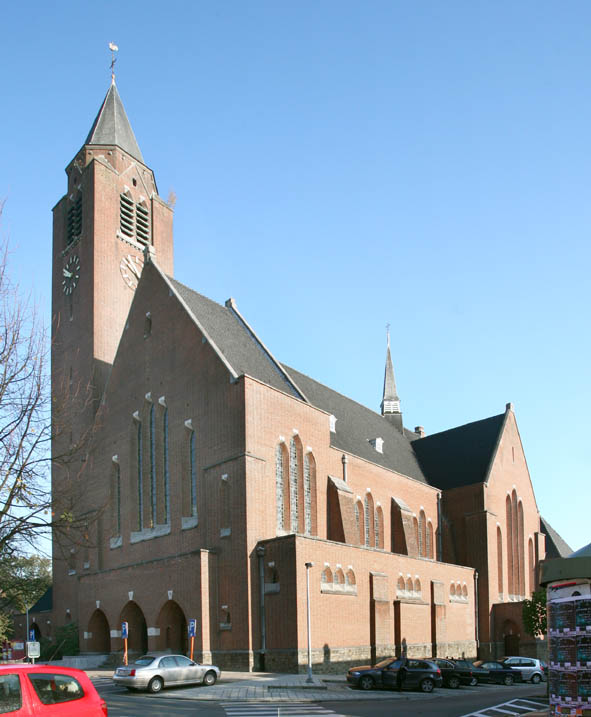
Onze-Lieve-Vrouw-Hemelvaartkerk

De Onze-Lieve-Vrouw-Hemelvaartkerk is de parochiekerk van de tot de Oost-Vlaamse gemeente Aalst behorende plaats Erembodegem, gelegen aan Erembodegem-Dorp.

## Geschiedenis
De parochie van Erembodegem was tot 1602 samen met die van Teralfene. Het patronaatsrecht berustte bij de Abdij van Affligem.
De kerk werd in 1582, tijdens de godsdiensttwisten, afgebrand en ook in 1940 werd hij vernield. In 1943 werden de funderingen van de oude kerk opgegraven. Daarbij kwamen ook de resten van een 13e eeuws koor tevoorschijn. De oude kerk was een laatgotisch bouwwerk dat nog in classicistische stijl werd verbouwd.
De huidige kerk is van 1953, naar ontwerp van Adrien Bressers. Het is een bakstenen kruiskerk met naastgebouwde toren en een bescheiden vieringtoren. De kerk combineert traditionalistische en moderne stijlkenmerken.